# مجموعة إيدرو
 تأسست منظمة التجديد والتنمية الصناعية في إيران ( IDRO ) المعروفة باسم مجموعة إيدرو في عام 1967 في إيران .  تعد مجموعة واحدة من أكبر الشركات في إيران . كما أنها واحدة من أكبر التكتلات في آسيا . تهدف إلى تطوير قطاع الصناعة الإيراني وتسريع عملية التصنيع في البلاد وتصدير المنتجات الإيرانية في جميع أنحاء العالم. اليوم، تمتلك 117 شركة تابعة على الصعيدين المحلي والدولي.

## الأعمال
على مدار 40 عامًا من النشاط، أصبحت تدريجيًا مساهمًا رئيسيًا في بعض الصناعات الرئيسية في إيران. في السنوات الأخيرة ووفقًا لسياسة الخصخصة في البلاد، بذلت جهودًا كبيرة لخصخصة الشركات التابعة لها. أثناء تنفيذ سياسات الخصخصة وتقليل دورها كشركة قابضة، تعتزم التركيز على مهامها الرئيسية والتحول إلى وكالة تنمية صناعية. ركزت أنشطتها على المجالات التالية من أجل تجسيد هذه الاستراتيجية والتعجيل بالتنمية الصناعية في إيران:
- تعزيز المحلية والاستثمارات الأجنبية مع الأقليات القابضة المملوكة من قبل المجموعة (أقل من 50% من أسهم الشركة) مع التركيز بوجه خاص على الجديد، مرحبا التكنولوجيا والصناعات الموجهة نحو التصدير.
- إعادة هيكلة الصناعات القائمة من خلال مشاركة الشركات الأجنبية ذات السمعة الطيبة من أجل نقل التقنيات الجديدة وتعزيز الصادرات غير النفطية من إيران.
- تطوير المقاولات العامة الأنشطة بمشاركة القطاع الخاص الإيراني وذات مصداقية الشركات الأجنبية.
- تقديم الاستشارات وخدمات الدعم إلى المستثمرين الأجانب.
- الخصخصة القائمة التابعة.
- الاستثمار الصناعي
- إدارة التنمية
- صناعة السيارات
- معدات صناعية ماكينات
- الصناعة البحرية
- صناعة السكك الحديدية
- صناعات التكنولوجيا الفائقة التنمية
- المقاولات العامة
- الرعاية الصحية
- المصرفية

## الخصخصة
قامت المجموعة بخصخصة 140 من شركاتها بقيمة حوالي 2000 مليار ريال (200 مليون دولار) في الماضي. ستقدم المنظمة أسهم 150 وحدة صناعية للمستثمرين من القطاع الخاص بحلول مارس 2010. في عام 2009 ، كانت 290 شركة تحت سيطرة المجموعة. 

## روابط خارجية
- موقع IDRO الرسمي
- التقرير السنوي IDRO (2008/2009)
- التقرير السنوي IDRO (2003)[وصلة مكسورة]   [ رابط ميت دائم ][ رابط ميت دائم ]